# Дербский ипподром (римское поселение)
Дербский ипподром (англ. Derby Racecourse Roman settlement) — третье поселение в Дерби, небольшой город римской провинции в Британии. Он располагался в 600 метрах на восток от форта Дервентио (Derventio ) в Литл Честер (ограниченный ныне с востока Beaufort Street и Old Mansfield Road, Nottingham Road с юга, рекой с запада и Darley and Little Eaton с севера), в современном Дербишире. Из Дервентио в Соули (Sawley) через поселение проходила римская дорога — Икнилдская дорога. Поселение внесено в список национальных памятников (National Monument) под номером 13236. Раскопки местности проводились с 1968 по 1974 годы.
Первый римский форт в этой местности, римский форт парка Стратт, был построен на другом берегу реки Деруэнт в парке Стратт; около 80 года он был заменён фортом в Литл Честере. Форт был позже повторно оккупирован и использовался в последующие двадцать пять лет, затем освобождён, пока в III веке вокруг города не была построена каменная стена. Существуют свидетельства обширной деятельности римлян в Литл-Честере.
Дербский ипподром был основан около 90 года нашей эры. Он относится к английскому наследию как важный пример fort-vicus. Это было гражданское поселение при римском военном форте, в данном случае — Дервентио. Это означает, что корновии принимали римский образ жизни и интегрировались в римскую экономику, то есть романизировались.
Были обнаружены керамические печи, датируемые от 90 года до середины II века; поселение специализировалось на производстве керамики (позже — на работах с металлом). Найденный там же кувшин в настоящее время демонстрируется в Музее и художественной галерее Дерби. В городе также существовало большое кладбище с пятью каменными мавзолеями.